# Maldivian
Maldivian (offiziell Island Aviation Services) ist die staatliche Fluggesellschaft der Malediven mit Sitz in Malé und Basis auf dem Malé International Airport.

## Geschichte
Maldivian wurde am 13. April 2000 als Island Aviation Services von der Regierung der Malediven gegründet. Der Staat besitzt bis heute alle Anteile, damit ist sie die einzige staatliche Fluggesellschaft des Landes. Seit dem 25. August 2008 wird der Betrieb unter dem Markenauftritt Maldivian ausgeführt. Sie ist neben Trans Maldivian Airways auch die einzige Fluggesellschaft des Landes, die mit Landflugzeugen Inlandsdienste anbietet.
Im September 2008 wurde eine ehemalige De Havilland DHC-8-300 der Augsburg Airways in die Flotte aufgenommen. Der Überführungsflug startete in Cairns am 11. September 2008 und führte über Darwin, Bali, Singapur, Port Blair und Colombo nach Malé. Im Januar 2012 übernahm Maldivian eine weitere DHC-8-300 von der österreichischen Intersky.
Außer dem Flugdienst bietet Maldivian auch Bodenabfertigung, Frachtdienste, Wartung und weitere Services an und betreibt darüber hinaus eine Flughafenlounge auf dem Malé International Airport.

## Flugziele
Von Malé aus werden die vier nationalen Flughäfen angeflogen; internationale Verbindungen bestehen in den asiatischen Raum. Zurzeit besteht zudem eine Kooperation mit Condor, die seit Mai 2009 Gan direkt anfliegt. Diese Flugverbindung war wohl nicht rentabel und wurde schnell wieder eingestellt.
Die Aufnahme einer Verbindung nach Südafrika ist geplant (Stand August 2017).

## Flotte

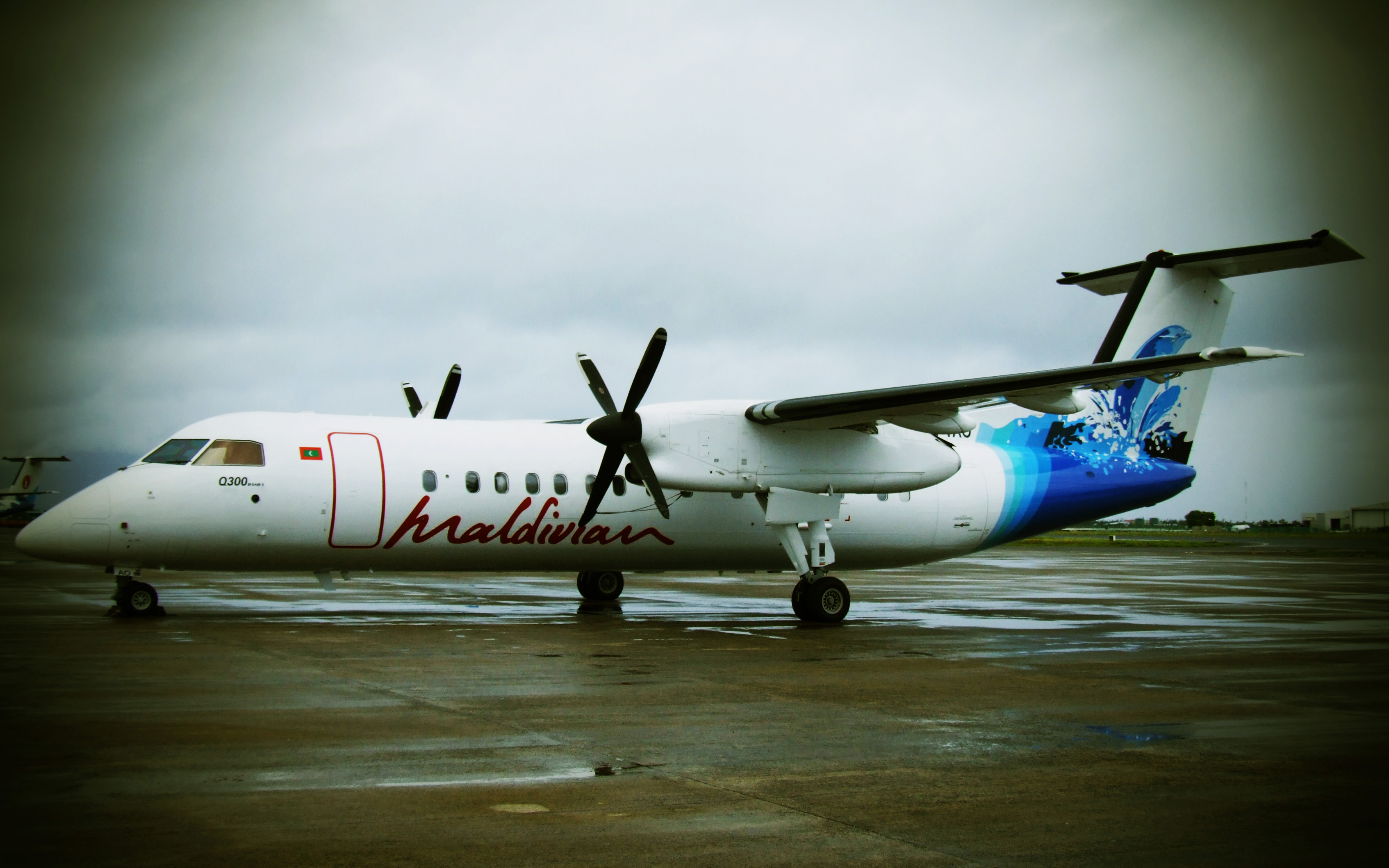
De Havilland DHC-8-300 der Maldivian

Mit Stand Februar 2025 besteht die Flotte der Maldivian aus 22 Flugzeugen mit einem Durchschnittsalter von 32,6 Jahren:
| Flugzeugtyp                            | Anzahl | Anmerkungen                   | Sitzplätze (Business/Eco+/Eco) |
| -------------------------------------- | ------ | ----------------------------- | ------------------------------ |
| Airbus A330-200                        | 0 1    |                               | 264 (18/36/210)                |
| Airbus A320-200                        | 1      | eine inaktiv                  | 152 (14/-/138)                 |
| ATR 42-600                             | 2      |                               | 46 (-/-/46)                    |
| ATR 72-600                             | 2      |                               | 70 (-/-/70)                    |
| De Havilland DHC-8-200                 | 1      |                               | 37 (-/-/37)                    |
| De Havilland DHC-8-300                 | 4      | eine inaktiv                  | 50 (-/-/50)                    |
| de Havilland Canada DHC-6 „Twin Otter“ | 11     | zwei inaktiv – Wasserflugzeug | 15 (-/-/15)                    |
| Gesamt                                 | 22     |                               |                                |

## Ehemalige Flugzeugtypen
- Airbus A321-200